# Aniceto Fernández Alonso
Aniceto Fernández Alonso, O.P., (Pardesivil, 17 de abril de 1895-Roma, 13 de febrero de 1981) fue un sacerdote católico español, fraile dominico, físico, filósofo, teólogo y Maestro general de la Orden de Predicadores (1962-1974).

## Biografía
Aniceto Fernández Alonso nació el 17 de abril de 1895, en la localidad de Pardesivil, en el municipio de Santa Colomba de Curueño (León-España). Con catorce años ingresó colegio seminario de los dominicos en Corias, en Asturias. En 1914 tomó el hábito dominico e inició el noviciado en el convento de Padrón (La Coruña). En 1915 profesó sus votos religiosos. 
Inició sus estudios en el Convento de Corias (1915-1917), continuándolos en el Convento de San Esteban de Salamanca (1917-1921), donde obtuvo el título de lector en Teología (el doctorado en la Orden de Predicadores). Fue ordenado sacerdote el 19 de febrero de 1921 y es trasladado a Madrid para realizar sus estudios en la Facultad de Ciencias de la Universidad de Madrid, donde obtuvo la licenciatura en Ciencias físicas (1926).
En 1926 es destinado al Convento de Corias como profesor de Ciencias y de Filosofía natural, cargo que ejercerá hasta 1932. En 1932 es llamado a Roma por el Maestro general de la Orden para hacerse cargo de las asignaturas de Cosmología y de Ciencias físicas en el Colegio Internacional Angelicum (actual Universidad Pontificia de Santo Tomás de Aquino), clases que impartirá hasta 1946. Durante estos años publica un Curso de cosmología y multitud de artículos en revistas especializadas. Además, durante unos años será decano de la Facultad de Filosofía del Angelicum.
A partir de 1946 ocupará diversos cargos de gobierno en su Orden: socio y vicario del Maestro general (1946-1950), provincial de los dominicos de la provincia de España (1950-1962), presidente de la Confederación Española de Religiosos (1954-1962) y, finalmente, Maestro general de la Orden de Predicadores (1962-1974).
Durante su generalato participó en el Concilio Vaticano II, teniendo como asesores en el mismo, entre otros, al P. Santiago Ramírez, O.P., y al P. Teófilo Urdánoz, O.P. Casi al inicio de la tercera sesión del Concilio (1964) manifestó su oposición al esquema sobre la libertad religiosa, al considerarlo demasiado naturalista. También se opusieron al esquema los cardenales Ottaviani, Quiroga Palacios, Ruffini, Browne, O.P., el arzobispo Pietro Parente y otros.  
Aplicó a la Orden las exigencias conciliares, redactando las nuevas constituciones. La Orden consiguió del papa Juan XXIII la elevación al rango de universidad del Angelicum (1963), creó las provincias dominicas de Vietnam (1967) y de Filipinas (1973), el vicariato general de África Central (1963) y el de África del Sur (1968) y organizó el primer Congreso de Misioneros Dominicos (1973). Su última gran empresa como Maestro general fue la organización del Congreso internacional con motivo del VII centenario de la muerte de Tomás de Aquino (Roma-Nápoles, 17-24 de abril de 1974), que reunió a más de 1.500 estudiosos del tomismo de todo el mundo. Al concluir el Congreso, el P. Aniceto editó y publicó las actas con el título Atti del Congresso Internazionale en nueve gruesos volúmenes. 
Al terminar su mandato, Aniceto Fernández se retiró al Convento de Santo Domingo y Sixto de Roma, donde murió el 13 de febrero de 1981.
Perteneció a la estirpe de dominicos estrictamente tomistas que se formó en torno al Convento de San Esteban de Salamanca en la primera mitad del siglo XX, junto a los padres Guillermo Fraile, Victorino Rodríguez, Vicente Beltrán de Heredia, Teófilo Urdánoz, Manuel Cuervo, Alonso Lobo, Antonio Royo Marín, Santiago Ramírez, Venancio Diego Carro, Francisco Pérez Muñiz, etc.
Fue uno de los dominicos españoles -nacidos en la segunda mitad del siglo XIX o a principios del siglo XX- a los que sus superiores en la Orden destinaron a realizar estudios en el campo de las Ciencias naturales, junto con Juan González Arintero, O.P., el Beato Luis Urbano Lanaspa, O.P., y Pedro Nolasco de Medio, O.P., en el campo de la Física, y Manuel Barbado Viejo, O.P., en el campo de la Psicología experimental. El cardenal Ceferino González, O.P., también había realizado incursiones en el campo de las Ciencias naturales.  

## Obras

### Colaboraciones
- “Alcuni principi fondamentali della filosofia di Tommaso d’Aquino”, en: VV. AA., Atti del Congresso Internazionale, vol. 9, Napoli, 1978, págs. 77-86.

### Artículos
- “El novísimo principio de indeterminación”, en: Contemporánea 6 (1934) 72-80.[9]

- “De primis intrinsecis corporum naturalium principiis”, en: Act. Pont. Acad. Romanae S. Thomae Aquinatis et Religionis Catholicae 3 (1936).

- “Scientiae et philosophia secundum S. Albertum Magnum”, en: Angelicum 13 (1936) 24-59.
- “El concepto antiguo y tradicional de filosofía”, en: Rivista de Filosofia Neo-Scolastica 19 (1937) 353- 374.
- “La théorie thomiste de l’unité de la science humaine”, en: IX Congres International de Philosophie, vol. 5 (1937).
- “Naturaleza y unidad de la ciencia humana en la filosofía moderna y en el tomismo”, en: La Ciencia Tomista 57 (1938) 327-352.
- “Il problema delle relazioni fra le scienze e la filosofi” en: Angelicum 23 (1946) 169- 174.
- “Actualité et nécessité de la philosophie de saint Thomas dans la période postconciliaire”, en: Revue Thomiste 166 (1966) 177-189.
- “Algunos criterios para el estudio del misterio de la Iglesia”, en: Teología Epiritual 10 (1966) 167-176.
- “Aquinas after the council”, en: Doctrine and Life 16 (1966) 587-600.
- “Il pensiero di San Tommaso nell’epoca postconciliare”, en: Sapienza 19 (1966) 385- 398.
- “Il principi fondamentali della coesistenza e della cultura”, en: Incontri culturali 1 (1968) 343-357.
- “Oggettivita dell’ordine morale”, en: Idea, n.º 2 (1970) 46-55.
- “Per una riconquista del sacro”, en: Incontri culturali 4 (1971) 255-264.

## Sucesión
| Predecesor: Michael Browne | Maestro General de la Orden de Predicadores 1962 - 1974 | Sucesor: Vincent de Couesnongle |